# Пажитнов, Алексей Леонидович
Алексе́й Леони́дович Па́житнов (род. 16 апреля 1955, Москва, РСФСР, СССР) — советский и американский программист и геймдизайнер.
Наиболее известен тем, что в 1984 году, работая в Вычислительном центре им. Дородницына при Академии наук СССР, спроектировал и разработал игру «Тетрис».
В 1996 году, через пять лет после переезда в США, Пажитнов основал компанию The Tetris Company вместе с нидерландским геймдизайнером Хенком Роджерсом. До этого времени Пажитнов не получал гонораров от «Тетриса», несмотря на высокую популярность игры.

## Биография
Отец — литературовед и философ Леонид Николаевич Пажитнов (1930—1997), дед по отцу — актёр Николай Викторович Пажитнов. Мать — кинокритик, член Союза кинематографистов СССР (Московское отделение) Людмила Ивановна Пажитнова. Благодаря своим родителям Алексей Пажитнов познакомился с искусством, и в итоге у него появилась страсть к кино. Он сопровождал свою мать на многие киносеансы, в том числе на Московском кинофестивале. Пажитнов был также склонен к математике, ему нравились головоломки и решение задач. В 1967 году, когда ему было 11 лет, родители развелись.
Окончил московскую математическую школу № 91 и поступил в Московский авиационный институт, где окончил первый курс, после чего перевёлся на мехмат МГУ им. М. В. Ломоносова.
В 1977 году Пажитнов проходил летнюю практику в Академии наук СССР. После окончания учёбы в 1979 году он устроился туда работать вначале как эксперт-патентовед, затем занимался распознаванием речи в Вычислительном центре им. Дородницына (ВЦ). Когда в ВЦ поступало новое оборудование, исследователи писали для него небольшую программу, чтобы проверить его вычислительные возможности. По словам Пажитнова, это «стало его предлогом для создания игр». Компьютерные игры привлекали его тем, что позволяли преодолеть разрыв между логикой и эмоциями, и Пажитнов интересовался как математикой и головоломками, так и психологией вычислений. Первая из игр, Muddled Casino, была разработана в 1982 году.
В поисках вдохновения Пажитнов вспомнил свои детские воспоминания об игре в пентамино — игре, в которой надо создавать формы из фигур. Вспомнив, с каким трудом он укладывал фигуры обратно в коробку, Пажитнов почувствовал вдохновение создать игру, основанную на этой концепции. Используя компьютер «Электроника-60» в ВЦ, он начал работать над тем, что стало первой версией «Тетриса». Создав первый прототип за две недели, Пажитнов тестировал и дополнял игру и, наконец, завершил её 6 июня 1984 года. В этой примитивной версии не было ни уровней, ни системы подсчёта очков, но Пажитнов знал, что у него есть потенциально великая игра, поскольку не мог перестать играть в неё на работе. Игра заинтересовала коллег, например, программиста Дмитрия Певловского, который помог Пажитнову связаться с Вадимом Герасимовым, 16-летним стажёром Академии наук. Пажитнов хотел сделать цветную версию «Тетриса» для персонального компьютера IBM PC и попросил стажёра помочь. Герасимов создал версию для IBM PC менее чем за три недели и с помощью Певловского через месяц добавил новые функции, такие как подсчёт очков и звуковые эффекты. 
Игра, впервые выпущенная в СССР, появилась на Западе в 1986 году.
Пажитнов также создал продолжение «Тетриса» под названием Welltris, в котором использовался тот же принцип, но в трёхмерной среде, где игрок видит игровое поле сверху. «Тетрис» был лицензирован и управлялся советской компанией Электроноргтехника (Elorg), которая имела монополию на импорт и экспорт компьютерного оборудования и программного обеспечения в СССР. Поскольку Пажитнов был государственным служащим, он не получал роялти за свои разработки.
В 1991 году Пажитнов вместе с Владимиром Похилько переехал в США, а затем, в 1996 году, вместе с Хенком Роджерсом основал компанию The Tetris Company, которая наконец-то позволила ему получать роялти от своей игры. Он помог разработать головоломки для игры Yoshi’s Cookie для SNES и создал игру Pandora's Box, которая включает в себя более традиционные головоломки в стиле пазлов. Пажитнов и Похилько основали компанию AnimaTek, занимающуюся 3D-программами, которая разработала заставку El-Fish.

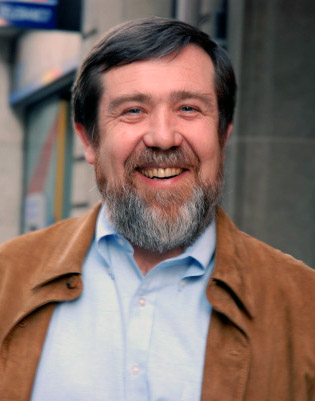
В 2008 году

С октября 1996 по 2005 год работал в компании Microsoft, где занимался разработкой Microsoft Entertainment Pack: The Puzzle Collection, MSN Mind Aerobics и MSN Games. Новая улучшенная версия игры Hexic, Hexic HD, разработанная Пажитновым, была включена в каждый новый пакет Xbox 360 Premium.
В 1997 году Computer Gaming World поставил Алексея Пажитнова на четвёртое место в списке самых влиятельных людей в игровой индустрии.
Электроноргтехника (Elorg), которая стала приватизированной российской компанией, была продана компании The Tetris Company в январе 2005 года за $15 млн. 18 августа 2005 года WildSnake Software сообщила, что Алексей Пажитнов присоединяется к этой компании и приступает к разработке новой серии игр.

7 марта 2007 года был удостоен награды Game Developers Choice Awards First Penguin Award.

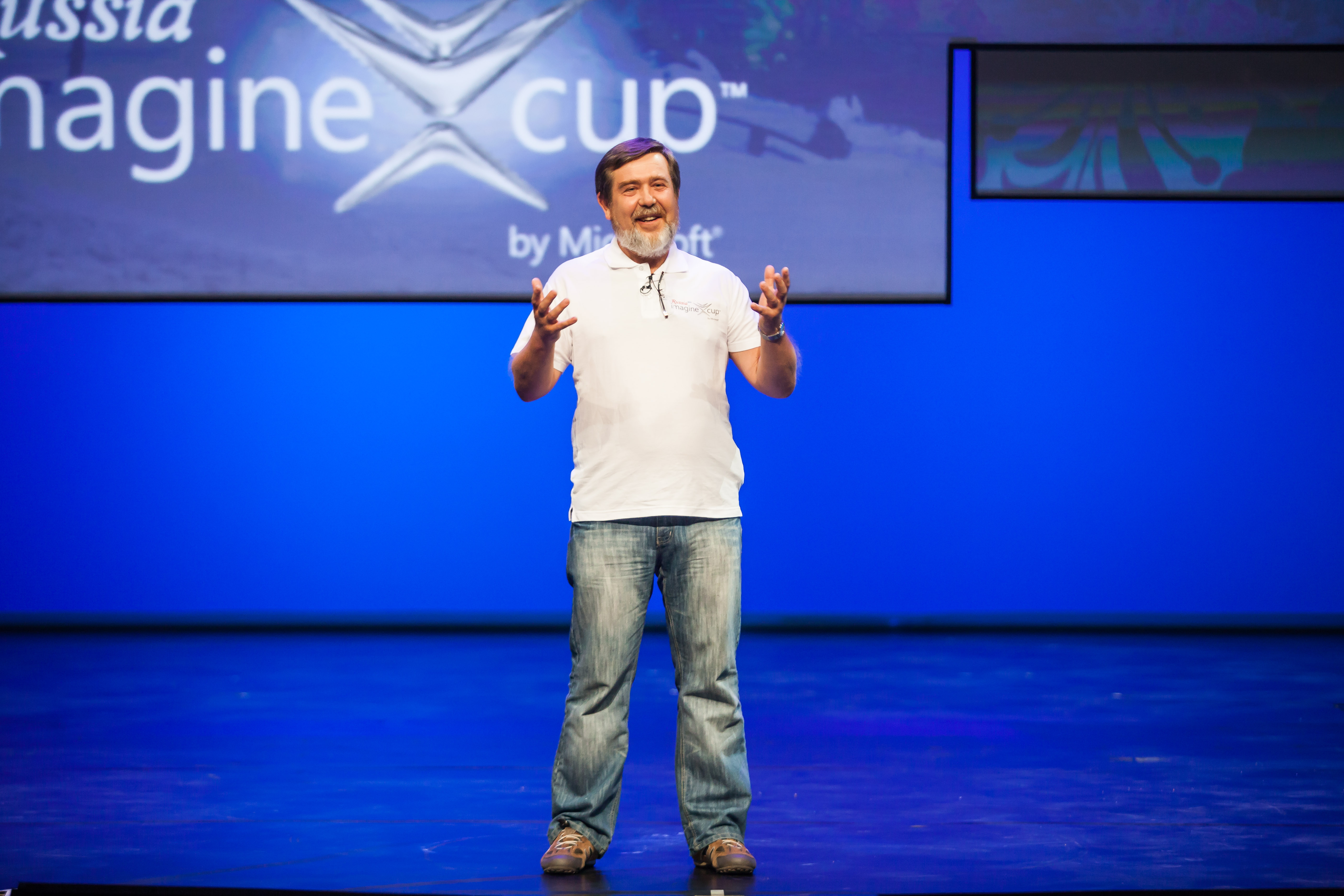
Пажитнов в 2013 году

24 июня 2009 года удостоен почётной награды LARA — Der Deutsche Games Award.
31 марта 2023 года на стриминговом-сервисе Apple TV+ состоялась премьера фильма «Тетрис», в котором роль Пажитнова исполнил Никита Ефремов.
Включён в «Зал Славы видеоигровой индустрии России».

## Личная жизнь
Пажитнов проживает в Клайд-Хилле, Вашингтон, также имеет квартиру в Москве, где он регулярно бывает. Семья: жена Нина и двое детей — Пётр и Дмитрий (4 ноября 1986 — 3 июля 2017). Дмитрий погиб в горнолыжном происшествии на горе Рейнир в 2017 году.

## Общественная позиция
После вторжения России на Украину в 2022 году Пажитнов выступил с заявлением, в котором осудил войну и заявил, что «уверен, что Путин и его ненавистный режим падут и нормальный мирный образ жизни будет восстановлен на Украине и, будем надеяться, в России».

## Игры
| Название                                            | Год выпуска | ОС, компьютер                                                            | Роль Пажитнова |
| --------------------------------------------------- | ----------- | ------------------------------------------------------------------------ | --- |
| Muddled Casino                                      | 1982        | Электроника-60, впоследствии порт на IBM PC                              | Оригинальная идея, разработка для Электроники-60                                                                         |
| Tetris                                              | 1984        | Электроника-60, IBM PC                                                   | Оригинальная идея, (алгоритм вместе с Дмитрием Павловским, программу c Электроника-60 на IBM PC перенёс Вадим Герасимов) |
| Welltris                                            | 1989        | Amiga, Amstrad CPC, Atari ST, Commodore 64, DOS, Macintosh и ZX Spectrum | Общий дизайн игры, совместно с Андреем Сгеновым (aka Andrei Sgenov)                                                      |
| Faces                                               | 1990        | DOS, Macintosh                                                           | Оригинальная идея (вместе с Владимиром Похилко)                                                                          |
| Hatris                                              | 1990        | TurboGrafx-16, Arcade, Game Boy & NES                                    | Оригинальная идея |
| Knight Move                                         | 1990        | Famicom Disk System (Япония)                                             | Idealist |
| El-Fish                                             | 1993        | DOS                                                                      | Оригинальная идея (вместе с Владимиром Похилко)                                                                          |
| BreakThru!                                          | 1994        | Windows 3.x                                                              | Фотография Пажитнова на обложке игры.                                                                                    |
| Wild Snake                                          | 1994        | Game Boy & Super NES                                                     | Общий дизайн игры |
| Knight Moves                                        | 1995        | Microsoft Windows                                                        | Idealist |
| Ice & Fire                                          | 1995        | Windows, Macintosh                                                       | Оригинальная идея (вместе с Владимиром Похилко)                                                                          |
| Clockwerx                                           | 1995        | Microsoft Windows                                                        | Оригинальная идея. Фотография Пажитнова на обложке игры.                                                                 |
| Qwirks                                              | 1995        | Macintosh                                                                | Порт японской игры Puyo Puyo на компьютеры Macintosh                                                                     |
| Tetrisphere                                         | 1997        | Nintendo 64                                                              | Помощник |
| Microsoft Entertainment Pack: The Puzzle Collection | 1997        | Windows & Game Boy Color                                                 | Дизайн игр Fringer, Mixed Genetics, Lineup, Color Collision, Charmer и Muddled Casino                                    |
| Pandora’s Box                                       | 1999        | Windows                                                                  | Общий дизайн игры |
| Hexic HD                                            | 2005        | Xbox 360                                                                 | Оригинальная идея и дизайн                                                                                               |
| Dwice                                               | 2006        | Windows                                                                  | Общий дизайн игры |
| Hexic 2                                             | 2007        | Xbox 360                                                                 | Общий дизайн игры |
| Marbly                                              | 2013        | iOS                                                                      | Оригинальная идея и дизайн                                                                                               |

### Интервью
- Как написать «Тетрис», Colta.ru, Интервью 11 сентября 2011 года
- Алексей Пажитнов – о том, как Тетрис 35 лет остается самой скачиваемой в мире игрой (Youtube-канал «Русские норм!» — Елизаветы Осетинской; 25 декабря 2019)
- Это были самые лучшие и продуктивные годы моей работы как геймдизайнера, «Геймдев от первого лица», Интервью 9 сентября 2021 года.
- Пажитнов – создатель «Тетриса» (Youtube-канал «вДудь» — Юрия Дудя; 15 мая 2023)
- Интервью А. Пажитнова газете The New York Times (10 ноября 2024 г.): After the Triumph of Tetris, an Unsolved Puzzle // https://www.nytimes.com/2024/11/10/arts/tetris-forever-alexey-pajitnov.html